# Tharsalea virginiensis
Tharsalea virginiensis är en fjärilsart som beskrevs av Edwards 1870. Tharsalea virginiensis ingår i släktet Tharsalea och familjen juvelvingar. Inga underarter finns listade i Catalogue of Life.